# Сергеј Румас
Сергеј Николајевич Румас (рођен 1. децембра 1969. године) је белоруски политичар и економиста. Он је 18. августа 2018. године именован за премијера Белорусије.

## Биографија
Румас је рођен у Гомељу, али почетком 70-их година се његова породица преселила у Минск. Дипломирао је на Вишој војној финансијској школи у Јарослављу 1990. године, и на Академији за јавну управу у Минску 1995. године. Деведесетих година је радио као шеф многих одељења у Народној банци Републике Белорусије и у неколико приватних банака. Постао је регионални директор Беларусбанк 1995. године, а убрзо и заменик председника Управног одбора ове банке. Године 2001. је одбранио докторску дисертацију на тему "Начини оптимизације структуре ресурса комерцијалне банке". Године 2005. је дошао на чело Белагропромбанке, једне од највећих банака у Белорусији.
Именован је за потпредседника Владе Белорусије 2010. године. Током финансијске кризе 2011. године је надгледао програм структурних реформи, коме се противио председник Александар Лукашенко. Румас се залагао за страна улагања и приватизацију. Годину дана касније именован је за директора Развојне банке Републике Белорусије.
Александар Лукашенко је 18. августа 2018. године, именовао Сергеја Румаса за премијера. Прво је изабран за премијера, а тек онда за посланика што је супрутно белоруском Уставу. На исти начин је именован и његов претходник, Андреј Кобјаков. 
Румас је на челу Фудбалског савеза Белорусије и Организационог одбора за Друге европске игре 2019. године у Минску.